# Pepe López
José María López Planelles (Madrid, Espanya, 17 d'agost de 1995) més conegut com a Pepe López, és un pilot de ral·li madrileny habitual del Campionat d'Espanya de Ral·lis d'Asfalt (CERA), el Campionat d'Espanya de Ral·lis de Terra (CERT) i el Super Campionat d'Espanya de Ral·lis, que també ha pres part del Campionat d'Europa de Ral·lis i del Campionat Mundial de Ral·lis. Guanyador del Super Campionat d'Espanya 2019, 2020 i 2022, així com del CERA 2019 i 2020.

## Trajectòria
Pepe López debuta al ral·li disputant el Ral·li Príncep d'Astúries del 2013 amb un Citroën DS3 R1. A l'any següent debuta al Campionat Mundial de Ral·lis disputant el Ral·li de Polònia i participa de forma regular al CERA i al CERT. L'any 2015, amb el suport de Carlos Sainz i Peugeot, es trasllada a França per participar en la competició monomarca Peugeot 208 Rally Cup, guanyant dit certamen a l'any següent, 2016, un any on també guanya la categoria de dues rodes motrius del CERT. Després del seu èxit, de nou amb Peugeot, dona el salt al Campionat d'Europa de Ral·lis del 2017 on els resultats no són els esperats.
Finalitzat el contracte amb la marca francesa i davant la manca de finançament, López es troba diversos mesos del 2018 sense poder competir, si bé finalment pot tornar al CERA amb un Citroën DS3 R5, guanyant el Ral·li de Ferrol a la categoria absoluta.
La temporada 2019 fitxa per Citroën, marca amb la que aconseguirà bons resultats amb victòries al Ral·li de Sierra Morena, al Ral·li de les Illes Canàries, al Ral·li d'Ourense, al Ral·li de Ferrol, al Ral·li de Llanes i al Ral·li de La Nucía-Mediterráneo. López guanya el Campionat d'Espanya de Ral·lis d'Asfalt i la primera edició del Super Campionat d'Espanya de Ral·lis.
L'any 2020 arranca disputant el Ral·li de Monte-Carlo a la categoria WRC 3 on acaba abandonant, però de nou es centra en els campionats nacionals, revalidant tots dos títols, tant el Campionat d'Espanya de Ral·lis d'Asfalt com el Super Campionat d'Espanya de Ral·lis.
L'any 2021 disputa el WRC3 a bord d'un Skoda Fabia Rally2 del equip RaceSeven, donant el salt al equip Hyundai de cara a la temporada 2022, amb el qual aconsegueix el seu tercer títol del Super Campionat d'Espanya amb un Hyundai i20 N Rally2.

## Palmarès
- 3 Super Campionat d'Espanya: 2019, 2020 i 2022
- 2 Campionat d'Espanya d'Asfalt: 2019 i 2020
- 1 Campionat d'Espanya de Terra. Categoria dos rodes motrius: 2016
- 1 Peugeot 208 Rally Cup francesa: 2016